# Dadvan Yousuf
Dadvan Ismat Yousuf Yousuf (sinh ngày 9 tháng 4 năm 2000) là một doanh nhân và nhà đầu tư tiền điện tử người Iraq. Nhờ vào việc đầu tư sớm vào Bitcoin, anh đã trở thành tỷ phú tự thân trẻ tuổi nhất tại Thụy Sĩ. Vào tháng 11 năm 2021, Yousuf đã được vinh danh trong danh sách Forbes 30 Under 30.

## Đầu đời
Yousuf chào đời ngày 9 tháng 4 năm 2000 tại Zakho, Kurdistan, Iraq. Cha anh là thành viên của lực lượng Peshmerga và đã chạy trốn sang Thụy Sĩ trước khi anh ra đời. Ba năm sau, mẹ anh cùng ba người con trai rời Iraq để đoàn tụ với cha tại Thụy Sĩ. Họ đến Neuenburg vào năm 2003, nơi cha anh đã định cư. Năm 2004, gia đình anh được công nhận là người tị nạn và chuyển đến sống ở Ipsach. Yousuf có năm người em, tất cả đều sinh ra tại Thụy Sĩ. Từ nhỏ, Yousuf đã bộc lộ sự quan tâm đến lĩnh vực tài chính, đặc biệt là Bitcoin và các giao dịch tiền tệ quốc tế.

## Sự nghiệp
Khi mới 11 tuổi, Yousuf đã quyết định bán một số đồ chơi của mình để tích lũy vốn đầu tư vào Bitcoin. Với số tiền này, anh đã mua 10 Bitcoin với giá 15 € mỗi đồng và bắt đầu tham gia giao dịch tiền điện tử. Vào năm 2012, anh tiếp tục đầu tư thêm 1000 Bitcoin với giá 11.126 €. Đến năm 2016, Yousuf đã mở rộng danh mục đầu tư của mình bằng cách mua 16.000 Ethereum với tổng số tiền 134.000 €. Nhờ vào những khoản đầu tư thông minh trong lĩnh vực tiền điện tử, Yousuf đã trở thành triệu phú và được công nhận là triệu phú tự thân trẻ tuổi nhất tại Thụy Sĩ.
Vào năm 2017, Yousuf bắt đầu theo học tại Eidgenössische Hochschulinstitut für Berufsbildung ở Zollikofen và sau đó hoàn thành chương trình đào tạo tại một công ty bất động sản ở Bern. Trong khoảng thời gian này, anh cho biết mình đã phát triển một phần mềm để thực hiện các giao dịch tiền điện tử tự động. Phần mềm này sử dụng một thuật toán để phân tích dữ liệu và dự đoán các biến động trong tương lai, dựa trên thông tin từ phân tích kỹ thuật, mạng xã hội, kinh tế vĩ mô và các tuyên bố công khai về tiền điện tử.
Cuối năm 2021, Yousuf đã tiếp quản phần lớn cổ phần của Crowdlitoken, một startup tại Liechtenstein chuyên về đầu tư bất động sản qua các token kỹ thuật số. Sau khi tiếp quản, anh đảm nhận vị trí Giám đốc Điều hành và gia nhập hội đồng quản trị của công ty. Dưới sự dẫn dắt của Yousuf, Crowdlitoken đã mua một tài sản thương mại ở Heimberg, Thụy Sĩ, có giá trị khoảng 5,65 triệu CHF và mang lại thu nhập cho thuê hàng năm khoảng 285.000 CHF. Dưới sự lãnh đạo của anh, giá trị danh mục đầu tư của công ty đã tăng gấp đôi.
Tháng 2 năm 2022, một số bài báo bắt đầu đặt dấu hỏi về học vấn cũng như bằng cấp của Yousuf, đồng thời cáo buộc anh có một số giao dịch bất thường. Để phản hồi, vào tháng 3 năm 2022, Yousuf khởi kiện hai nhà báo của công ty truyền thông SRF Investigativ về tội xúc phạm danh dự người khác. Sau đó, Weltwoche lên bài cáo buộc phía SRF sử dụng thủ đoạn đê hèn bằng cách giả danh làm hàng xóm để moi tin từ gia đình Yousuf.
Ngày 24 tháng 10 năm 2022, Yousuf phát hành hồi ký với tựa Dadvan Yousuf: Vom Flüchtling zum Bitcoin-Millionär (Dadvan Yousuf: Từ cậu bé tị nạn đến triệu phú Bitcoin), do nhà xuất bản Finanzbuch-Verlag ấn hành. Tháng 12 cùng năm, anh xuất hiện trong một bộ phim tài liệu tên 'Money Maker' của đài ARD, kể về hành trình của anh từ một đứa trẻ tị nạn ở Kurdistan đến việc trở thành triệu phú nhờ vào đầu tư tiền điện tử tại Thụy Sĩ.
Tháng 5 năm 2022, tổ chức Dohrnii Foundation bị Eidgenössische Finanzmarktaufsicht (gọi tắt là Finma, Cơ quan Giám sát Thị trường Tài chính) của chính phủ Thụy Sĩ điều tra về tội lừa đảo và rửa tiền, khiến Yousuf phải từ chức vào tháng 2 năm 2023. Finma cũng đã buộc tổ chức này phải giải thể vào tháng 6 năm 2023.

## Tài sản
Theo bản khai thuế năm 2020, Yousuf có tài sản tiền điện tử trị giá 189 triệu franc Thụy Sĩ. Từ số liệu này, giá trị tài sản ròng của anh được ước tính khoảng 270 triệu franc Thụy Sĩ.

## Đời tư
Ngày 20 tháng 5 năm 2024, Yousuf đã trở thành người Iraq và người Kurd đầu tiên chinh phục đỉnh núi Everest. Trong suốt hành trình leo núi, Yousuf đã cắm cờ Bitcoin và cờ Kurdistan trên đỉnh Everest, với độ cao 8.849 mét. Cuộc chinh phục này, kéo dài khoảng 50 ngày, nhằm mục đích thu hút sự chú ý đến những khoảng cách toàn cầu về việc tiếp cận giáo dục tài chính.

## Tác phẩm
- Yousuf, Dadvan (24 tháng 10 năm 2022). Vom Flüchtling zum Bitcoin-Millionär (bằng tiếng Đức). München: FinanzBuch Verlag. ISBN 978-3-95972-664-1. OCLC 1341273419.